# Schloss Eulenbroich

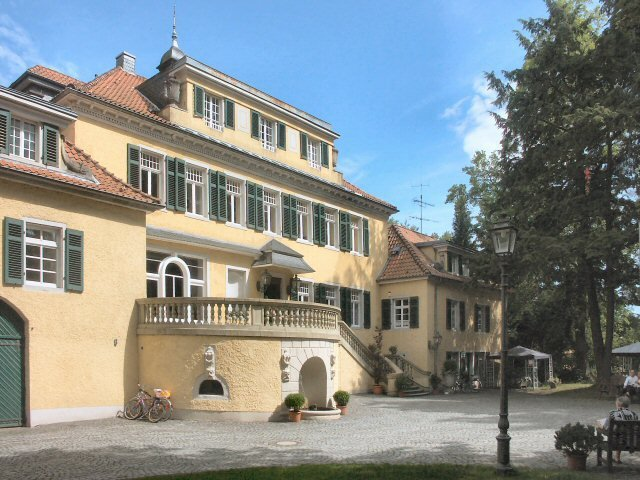
Herrenhaus des Schlosses Eulenbroich, 2004

Schloss Eulenbroich steht in Rösrath an einem Nebenarm der Sülz und ist als „Gute Stube von Rösrath“ bekannt.

## Geschichte
Bei Grabungen entdeckte man Reste einer ersten Burganlage aus dem 13. Jahrhundert. Über die Bewohner ist nichts bekannt. Erst 1401 wird die Familie Staël von Holstein als Besitzer urkundlich dokumentiert. Sie bewohnte die Wasserburg bis 1762 und errichtete die zweite Burganlage, mit einem Herrenhaus, Stallungen für das Vieh, Wohnungen für die Dienstboten, einer Vorburg und Wassergräben.
1762 kaufte Johann Werner Freiherr von Francken vom benachbarten Haus Venauen das Anwesen. In der Ära der Familie von Francken wurde aus der mittelalterlichen Burganlage ein schmuckes Schlösschen im Barockstil.
Als der Kölner Fabrikant Robert Rohr den Adelssitz übernahm, musste er ihn zunächst umfassend restaurieren, bevor er dann 1851 als Rösrather Bürgermeister im Schloss seinen Amtssitz einrichten konnte. Als Bürgermeister auf Lebenszeit war er bis 1878 im Amt.
1908 zog Emil Biedermann in Eulenbroich ein, der direkt nebenan im Gebäude der ehemaligen Rösrather Thonwerke Benfey & Co. eine Lederfabrik  des Unternehmens Stark & Biedermann einrichtete. Er beauftragte den Kölner Architekten Hermann Eberhard Pflaume (Neffe des Hermann Otto Pflaume) mit der Umgestaltung des Schlösschens zu einer stattlichen bürgerlichen Villa. Insbesondere die harmonische Erweiterung des Herrenhauses um einen Wintergarten an der Ostfassade wurde nach seinen Plänen gestaltet.
Nach dem Zweiten Weltkrieg diente die Anlage unter anderem als Internat für belgische Schülerinnen, die im benachbarten Haus Venauen zur Schule gingen. Ab 1955 stand das Gebäude für längere Zeit leer, bis 1969 ein privates Altenheim eingerichtet wurde. Nachdem die damalige Gemeinde Rösrath das Anwesen 1981 übernommen hatte, bedurfte es einer grundlegenden Renovierung, bevor 1984 das Haus für die Bürger geöffnet wurde.

## Das Torhaus

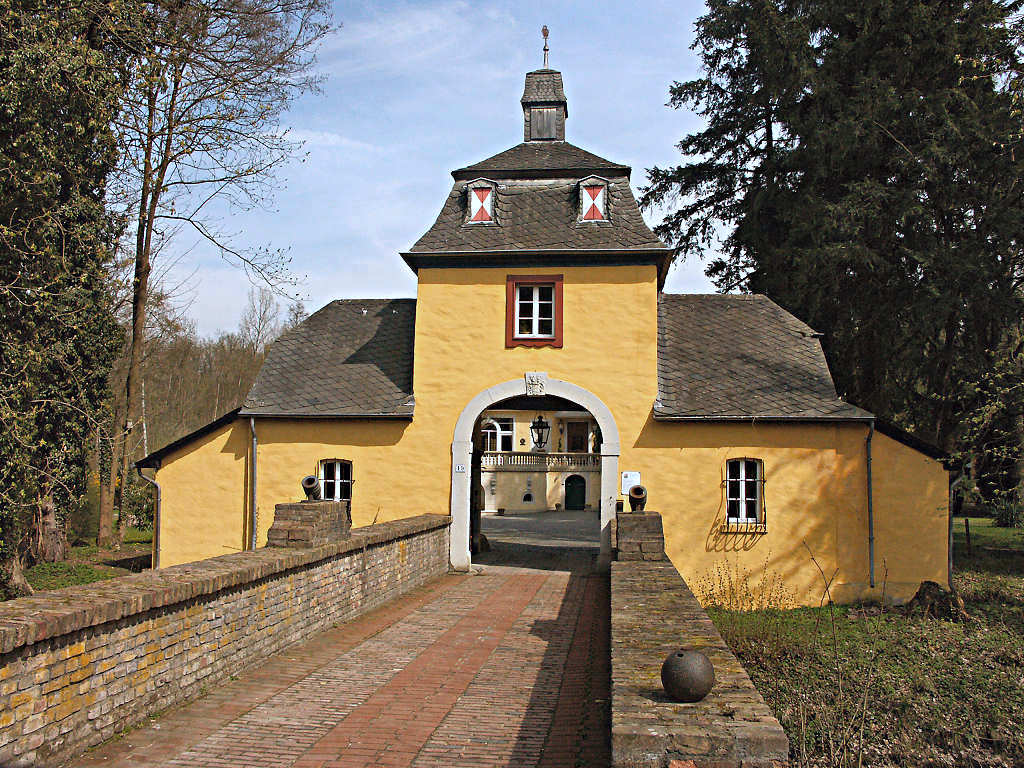
Rösrath, Schloss Eulenbroich, Torhaus (2006)

Die Vorburg, das heutige Torhaus von Schloss Eulenbroich, geht zurück auf einen Neubau aus dem 18. Jahrhundert. Eine Bogenbrücke aus Backsteinen überbrückt den vorgelagerten Wassergraben, der mit Wasser von der Sülz gespeist wird. Im Hinblick auf die Mittelachse des gesamten Gebäudekomplexes sind die Brücke, das Torhaus sowie das dahinter liegende Herrenhaus exakt mittig aufeinander ausgerichtet.
Die Farbe des hölzernen Eingangstores ist, wie bei Fachwerkhäusern im Bergischen Land üblich, typisch „bergisch grün“.
Der Schlussstein des Torbogens zeigt das Wappen des Erbauers Johann Werner Freiherr von Francken. Das Torhaus ist quasi das Wahrzeichen der Stadt Rösrath. Es ist als Logo auf den Briefköpfen der Stadtverwaltung und auch auf der Website der Stadt zu sehen.

## Nutzung

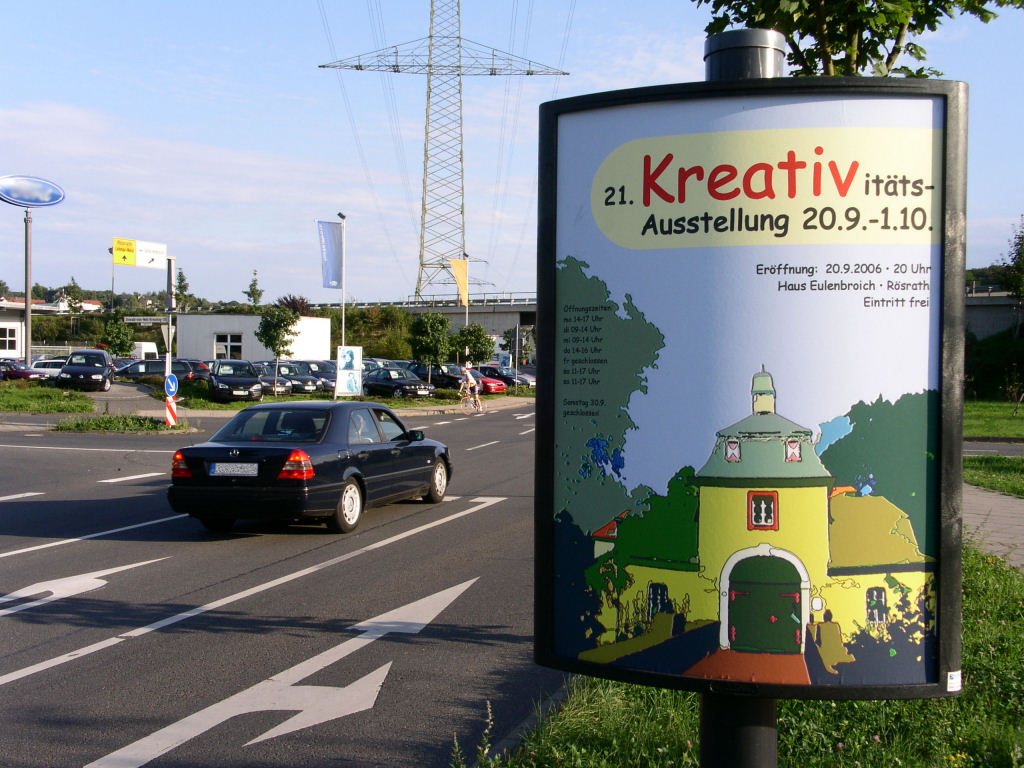
Torhaus als Plakatmotiv

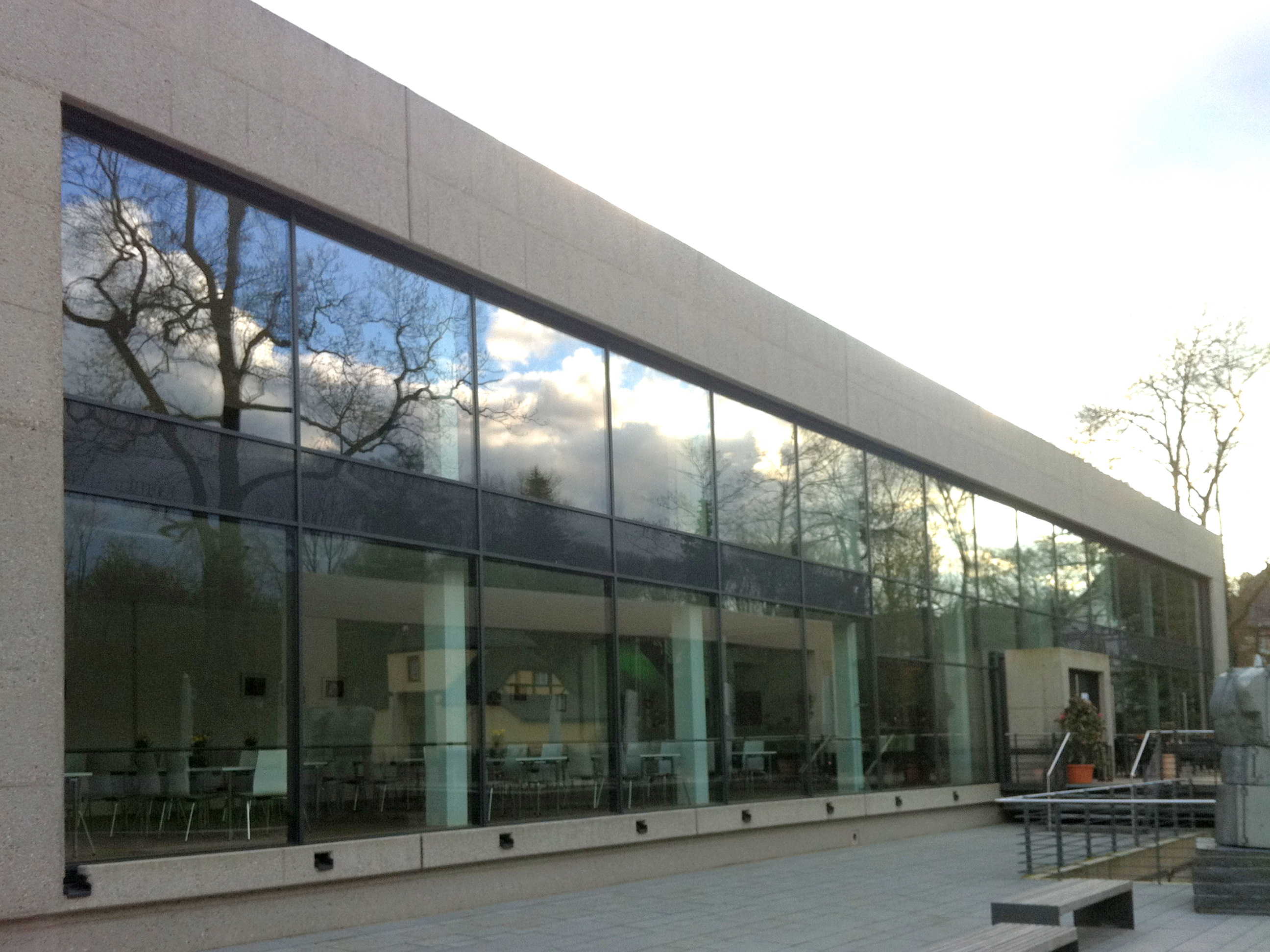
Bildungswerkstatt

Im ehemaligen Adelssitz werden heutzutage Ehen standesamtlich geschlossen und hiernach im Schloss gefeiert, sowie Kunstausstellungen, Theateraufführungen und Literaturgespräche veranstaltet. Das Schloss wird verwaltet von der Schloss Eulenbroich GmbH. Gesellschafter sind die Bürgerstiftung Rösrath, die Stadt Rösrath, der Kulturverein Schloss Eulenbroich e. V. sowie der Bürgerverein Forsbach.  Unter der Verwaltung der Schloss Eulenbroich GmbH wurde Schloss Eulenbroich zur Kultur-, Bildungs-, Event- und Tagungsstätte.
Im mit einem Gewölbekeller ausgestatteten Torhaus hat der Rösrather Geschichtsverein seinen Sitz. Das Torhaus ist zudem ein immer wieder gerne verwendetes Motiv in Festschriften.
Zu Beginn der 1990er Jahre sollte der Fernseh-Gärtner Elmar Mai für den Westdeutschen Rundfunk einen Beitrag mit dem Thema „Tausch von Angesicht zu Angesicht“ drehen. Da es eine Pflanzentauschbörse damals noch nicht gab, organisierte er sie selbst zum ersten Mal und zwar im Innenhof von Schloss Eulenbroich. Seitdem können Pflanzenfreunde bei Pflanzentauschbörsen alles tauschen, was Wurzeln und Blätter hat. Nur das Bezahlen mit Geld ist verpönt.
Für den Tatort-Krimi mit dem Episodentitel Satisfaktion diente Schloss Eulenbroich als Filmkulisse. In der 678. Folge, erstmals ausgestrahlt am 28. Oktober 2007, spielt eine nächtliche Szene auf dem Podest der zweiläufigen Freitreppe mit Balustern am Eingang zum Herrenhaus.
Mit der regionalen Förderung durch die Regionale 2010 entstand neben dem Schloss eine Bildungswerkstatt mit Räumlichkeiten für Veranstaltungen und einem Café mit Außengastronomie. In der Bildungswerkstatt werden im Rahmen des Projektes KennenLernenUmwelt außerschulische Bildungsangebote für Schüler angeboten. Schloss Eulenbroich fungiert in dem überregionalen Projekt als Tanz-, Theater- und Musikwerkstatt und bietet Workshops für Schüler der Klassen eins bis dreizehn an. 2018 wurde das Projekt beim Wettbewerb „Kinder zum Olymp“, den die Kulturstiftung der Länder ausschreibt und der Kulturbildung durch die Zusammenarbeit von Schulen und Kultur würdigt, als eines von drei Projekten bundesweit für den Zukunftspreis „Der Olymp“ nominiert. Mit der Nominierung war die Einladung zur Preisverleihung im Beisein des Schirmherrn, Bundespräsident Frank-Walter Steinmeier, am 10. Juli 2018 in Berlin verbunden. Seit Januar 2019 widmet sich der Bildungsort auch dem Thema Medien. Damit einhergehend wurde der Standort in Performance- und Medienwerkstatt umbenannt.